# PFK Lokomotiv Plovdiv
A PFK Lokomotiv Plovdiv (bolgárul: ПФК Локомотив Пловдив) egy bolgár labdarúgócsapat, melynek székhelye Plovdiv városában található. Jelenleg a bolgár élvonalban szerepel. Színei: fekete-fehér.
Hazai mérkőzéseiket a 12000 fő befogadására alkalmas Lokomotiv Stadionban játsszák.

## Történelem
A klubot 1926. július 26-án alapították. Legnagyobb, hogy 2004-ben a bolgár bajnoki címet és a bolgár szuperkupát is megszerezték. Nemzetközi szinten a vásárvárosok kupájának az 1964–65-ös sorozatában a negyeddöntőig jutottak, ahol az olasz Juventus ellen két döntetlen után egy harmadik, mindent eldöntő mérkőzésen kaptak 2–1 arányban.

## Sikerei
Bolgár bajnokság
- Bajnok (1): 2003–04
- Ezüstérmes (1): 1972–73

Bolgár kupa
- Győztes (1): 2018–19
- Döntős (4): 1959–60, 1970–71, 1981–82, 2011–12

Bolgár szuperkupa
- Győztes (1): 2004
- Döntős (1): 2012

## Keret
2013. augusztus 15. állapotoknak megfelelően.
| #  |     | Poszt | Név               |
| -- | --- | ----- | ----------------- |
| 1  | BUL | K     | Bozhidar Stoychev |
| 3  | BUL | V     | Valeri Georgiev   |
| 6  | BUL | V     | Plamen Krachunov  |
| 7  | BUL | KP    | Yordan Todorov    |
| 9  | BUL | KP    | Dani Kiki         |
| 11 | BUL | CS    | Martin Kamburov   |
| 12 | BUL | K     | Yordan Gospodinov |
| 17 | BUL | V     | Kostadin Markov   |
| 18 | BUL | V     | Asen Georgiev     |
| 21 | BUL | CS    | Stanko Yovchev    |
| 22 | FRA | KP    | Alassane N'Diaye  |
| 23 | BUL | K     | Kiril Akalski     |
| 25 | BUL | V     | Ruslan Kuang      |

| #  |     | Poszt | Név                |
| -- | --- | ----- | ------------------ |
| 27 | BUL | KP    | Aleksandar Yakimov |
| 29 | FRA | CS    | Chris Gadi         |
| 33 | BUL | V     | Aleksandar Tunchev |
| 50 | BRA | CS    | Gabriel do Carmo   |
| 53 | BRA | KP    | Flávio Paulino     |
| 71 | BUL | V     | Ivaylo Dimitrov    |
| 77 | BUL | CS    | Zdravko Lazarov    |
| 82 | BUL | KP    | Yordan Yurukov     |
| 87 | BRA | KP    | Diego Ferraresso   |
| 88 | BUL | CS    | Georgi Stefanov    |
| 89 | BUL | KP    | Stanislav Malamov  |
| 99 | BUL | CS    | Andrey Atanasov    |

## Külső hivatkozások
- Hivatalos honlap (bolgárul)
- Adatlapja az uefa.com-on (angolul)
- Legutóbbi eredményei a soccerway.com-on (angolul)